# Euphorbia fusca
Euphorbia fusca es una especie fanerógama perteneciente a la familia de las euforbiáceas. Es endémica de Sudáfrica y Namibia.

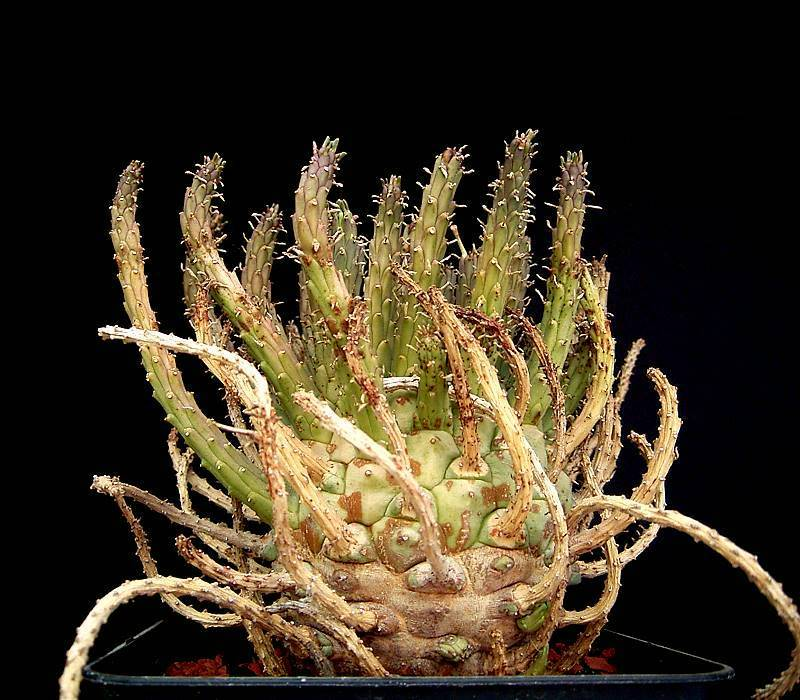
Vista de la planta

## Descripción
Es un pequeño arbusto suculento y perennifolio con caudex que alcanza los 30 cm de altura y 20 cm de diámetro.

## Taxonomía
Euphorbia fusca fue descrita por Hermann Wilhelm Rudolf Marloth y publicado en Transactions of the Royal Society of South Africa 2: 38. 1910.
Etimología
Euphorbia: nombre genérico que deriva del médico griego del rey Juba II de Mauritania (52 a 50 a. C. - 23), Euphorbus, en su honor – o en alusión a su gran vientre –  ya que usaba médicamente Euphorbia resinifera. En 1753 Carlos Linneo asignó el nombre a todo el género.
fusca: epíteto latino que significa "oscura".
Sinonimia
- Euphorbia eendornensis Dinter (1932).[5][6]